# Matice česká
La Matice česká è stata un'istituzione culturale e una società fondata da František Palacký nel 1831. Trattava argomenti scientifici e didattici nel campo della storia dell'arte e nella storia della letteratura ceca.
Il fondo editoriale del Museo nazionale di Praga costituito nel 1831, riunì un consiglio d'amministrazione per la formazione della lingua ceca. Lo stesso comitato ha gestito i fondi della Matice.
Il fondatore, oltre ad alcuni patrioti cechi, cercano di far nascere la lingua ceca. I fondi finanziarono diverse opere ceche dal 1834 al 1839. Nel 1832, sempre attraverso i fondi del museo, venne pubblicata la rivista Časopis Národního muzea che viene pubblicata ancora oggi.
Dal 1886 la società diviene indipendente dal museo. Con l'emergere di altre case editrici ceche, soprattutto dopo il 1848, l'importanza della Matice česká è diminuita. Nei cento anni della sua esistenza il fondo ha pubblicato 194 articoli solo nel campo scientifico. Nel 1949 la società viene sciolta.
Nel 1990 la società del Museo nazionale viene rinnovata e viene ricostituita la Matice come nuova sezione.
Il fondo unisce il tradizionale lavoro scientifico nel campo della storia dell'arte e della letteratura. La società organizza conferenze ed eventi culturali. L'azienda collabora con altre istituzioni culturali come la Matice slezská ad Opava e la Matice moravská a Brno.